# Incallajta
Incallajta, também encontrado na grafia Inkallajta, é um sítio arqueológico de um assentamento inca, localizado na cidade boliviana de Pocona.

## História
A cidade tem origem por volta de 1470, construída por mitimaes a mando do governante inca Tupac Yupanqui, com características de uma fortificação e voltada para funções militares, com intuito de proteger de ataques dos chiriguanos e garantir a expansão do império inca na região de Pocona. A cidade foi reedificada pelo filho de Tupac Yapanqui, Huayna Capac, e passou a possuir funções econômicas.
A cidade passou por um período de abandono; saqueadores usaram dinamites no sítio, na tentativa de encontrar artefatos para a venda ilegal, e moradores locais utilizaram pedras das ruínas para construções de suas residências próximo ao sítio.
A primeira menção sobre o sítio, ocorreu em 1901, no Dicionário Geográfico da Bolívia, escrito por Federico Blanco; e os primeiros estudos arqueológicos ocorreram entre 1913 e 1914, por Erland Nordenskiold, durante sua viagem pela Bolívia.
Em 1929, o sítio foi declarado Monumento Nacional Boliviano.

## Características
O sítio abrange uma área de 30 hectares, a 2.950 metros acima do nível do mar. Possui estruturas construídas em pedras não polidas, obtidas localmente. Entre as estruturas, encontram-se muros, torre, edificações monumentais, edificações menores, colcas, praças e escadas. Acredita-se que todas as paredes das edificações foram rebocadas e algumas foram pintadas de vermelho, proveniente de argila vermelha.
A edificação denominada Kallanka, localizada no centro do sítio, é a maior estrutura do assentamento, possuindo 26 metros de largura, 78 metros de comprimento e, atualmente, 12 metros de altura. As paredes da edificação possuem nichos, exceto a parede sul, que possui 12 entradas. A Kallanka se abre para uma grande praça com uma parede que divide a praça em dois níveis. Através de estudos, foi avaliado que a edificação servia para funções públicas.
Em frente a porta principal, na parede sul do Kallanka, há uma parte de um ushnu, estrutura que servia para funções ritualísticas. O ushnu está sobre uma plataforma de cruz média andina.
Na colina, acima do Kallanka, há uma parede com duas portas de acesso; e após essa parede, há uma segunda parede, construída em zigue-zague, com altura variando entre 4 e 5 metros, e com uma única porta que dá acesso ao topo da colina.
Há ruínas de edificações habitacionais, sendo apenas uma delas com dois pavimentos, acreditando-se ser uma residência de um membro da elite. Outra edificação habitacional possuía um complexo método de acesso, e foi encontrado fornos, lixos,  cerâmicas usadas com frequência e indicadores de atividades têxtis, acredita-se que essa edificação servia como acllahuasi. Em outra habitação, encontraram um artefato de prata, em forma de anel com dois laços e contas de turquesa, e uma agulha de bronze.

Há uma torre, de forma semicircular, que servia para observação astronômica e calendário agrícola.